# Mîndrești
Mîndrești (ryska: Мындрешты) är en ort i Moldavien. Den ligger i distriktet Taraclia rajon, i den centrala delen av landet, söder om floden Ciulucul de Mijloc. Mîndreşti ligger 85 meter över havet och antalet invånare är 9 280.
Terrängen runt Mîndreşti är platt åt nordväst, men åt sydost är den kuperad. Trakten runt Mîndreşti består till största delen av jordbruksmark.